# 키르기스스탄 여자 축구 국가대표팀
키르기스스탄 여자 축구 국가대표팀(키르기스어: Кыргызстан улуттук футбол курамасы, 러시아어: Сборная Киргизии по футболу)은 키르기스스탄을 대표하는 여자 축구 국가대표팀으로 키르기스스탄 축구 연맹에서 관리한다.

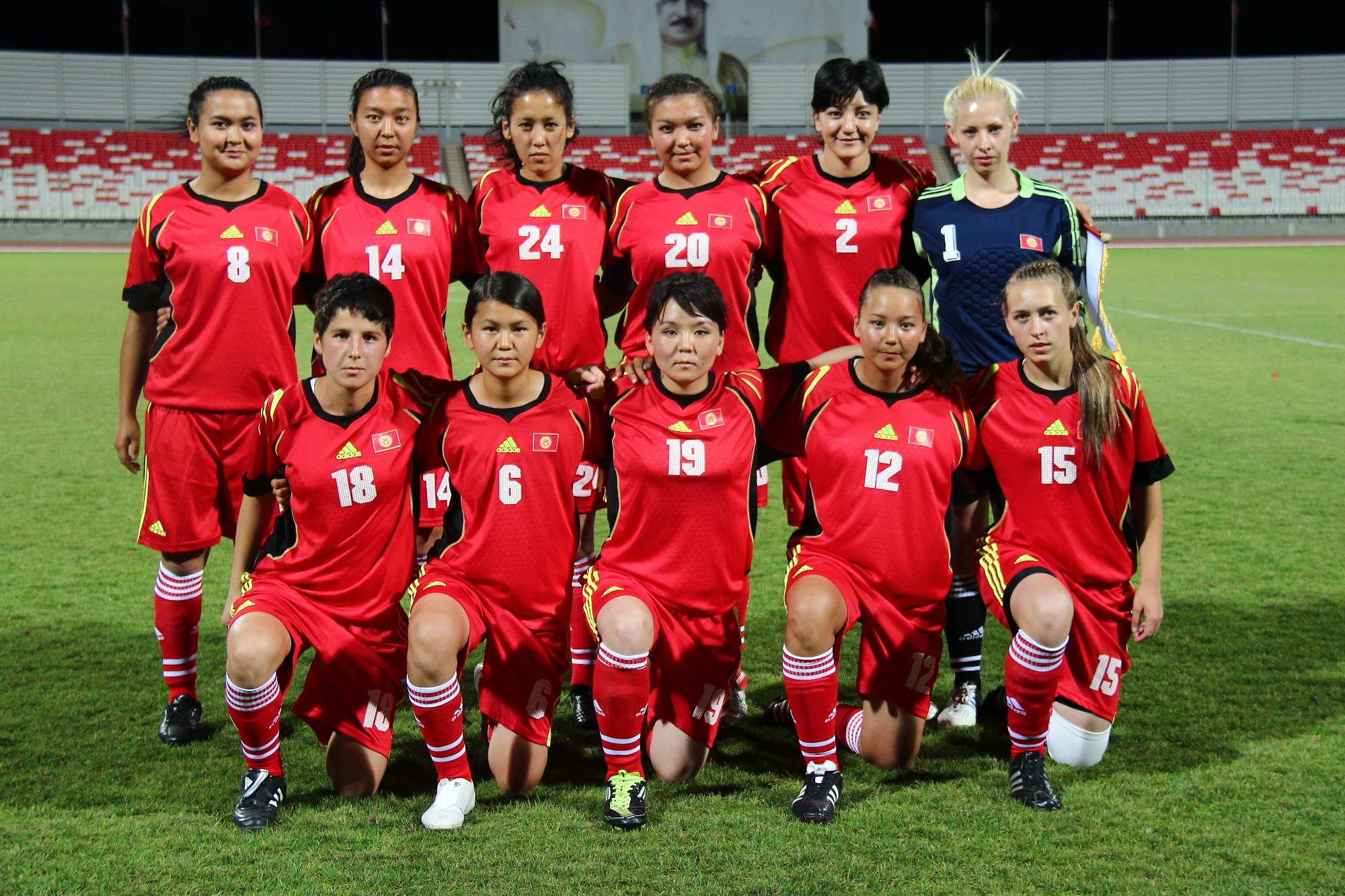

## 국제 대회 경력

### AFC 여자 아시안컵
현재까지 2번의 여자 아시안컵 예선에 참가하여 이 중 2010년 대회 예선 1라운드에서 2승 2패·6팀 중 3위로 최종 예선에 오르면서 키르기스스탄 여자 축구 역사상 여자 아시안컵 예선 최고 성적을 거두었다.

### CAFA 여자 챔피언십
2018년 대회 첫 출전 이후 2022년 대회에서 1승 1무 2패·5팀 중 3위의 나쁘지 않은 성적을 거두었다.

## 역대 성적

### FIFA 여자 월드컵
- 1991년 ~ 2007년 : 불참
- 2011년 ~ 2015년 : 예선 탈락
- 2019년 ~ 2023년 : 불참

### AFC 여자 아시안컵
- 1975년 ~ 2008년 : 불참
- 2010년 ~ 2014년 : 예선 탈락
- 2018년 ~ 2022년 : 불참

### CAFA 여자 챔피언십
- 2018년 : 4위
- 2022년 : 3위

## 같이 보기
- 키르기스스탄 축구 국가대표팀
- 키르기스스탄 U-23 축구 국가대표팀